# Kinderpraat (sprookje)
Kinderpraat is een sprookje van Hans Christian Andersen, het verscheen in 1849.

## Het verhaal
Er wordt een kinderfeest gegeven bij de rijke koopman. Als jongen heeft de zoon van een paardenhandelaar Grieks en Latijn geleerd. Zowel adel van het bloed als adel van de geest is op het feest aanwezig. Een meisje, de dochter van een kamerjonkheer, vertelt trots een kamerkind te zijn. Ze is weledelgeboren en vertelt dat je anders niks bereiken kan, je moet je ellebogen gebruiken om mensen met de achternaam die eindigt op sen van het lijf te houden.
De dochter van de koopman is gekwetst, haar achternaam is Madsen. Het dochtertje van een journalist vertelt dat iedereen bang voor haar vader is. Een arme jongen heeft de keukenmeid geholpen en kijkt vanaf de drempel naar de deftige kinderen. Hij wil bij de rijke kinderen horen en luistert naar de verhalen. Zijn achternaam eindigt op sen. Hij weet dat hij ooit geboren is, maar of dit weledel gebeurde weet hij niet.
De kinderen worden volwassen, in de stad staat een prachtig huis dat iedereen bekijken wil. Het huis is van de arme jongen; met een achternaam als Thorwaldsen blijkt hij toch iets geworden te zijn. De drie andere kinderen bezitten de hoogmoed van het bloed, het geld en de geest. Ze groeien netjes en gehoorzaam op en wat ze eens gedacht en gezegd hadden, was maar kinderpraat...